# Вестготска азбука
Вестготска азбука е средновековна азбука, използвана от Вестготите, които са обитавали Пиренейския полуостров. Азбуката е вариант на Латинската азбука. Вестготската азбука е използвана в периода от 7 – 13 век.

## История
Азбуката е била една от най-често използваните на полуострова, за периода, в който се е използвала. По време на папа Григорий VII, литургиите започват да се проповядват на Каролингски минускул. Каролингският минускул заменя като писменост Вестготска азбука, след като започват да се печатат църковни книги на Каролингски минускул.